# Alexander Wied
Alexander Wied (* 1. Juni 1943 in Linz) ist ein österreichischer Kunsthistoriker.

## Leben und Wirken
Wied besuchte das Akademische Gymnasium in Linz und maturierte dort 1961. Er studierte Rechtswissenschaften an der Universität Wien sowie Kunstgeschichte, Klassische Archäologie und Germanistik an den Universitäten Wien und Innsbruck und promovierte 1970.
Wied war zunächst als freier Mitarbeiter am Stadtmuseum Linz tätig, wo er an der Österreichischen Kunsttopografie mitarbeitete. Er verfasste eine Reihe von Beiträgen als Kulturberichterstatter der Salzburger Nachrichten. Von 1974 bis 1992 fungierte er in Graz als Kustos 1. Klasse an der Neuen Galerie des Steiermärkischen Landesmuseums Joanneum und von 1992 bis 2008 Kustos an der Gemäldegalerie des Kunsthistorischen Museums Wien. Schwerpunkte seiner musealen und wissenschaftlichen Tätigkeit waren die Malerei des 19. und 20. Jahrhunderts sowie die Architektur und Malerei des 16. Jahrhunderts.
Wied war Mitglied des Österreichischen Nationalkomitees des ICOM. Er gehört seit 1971 der Künstlervereinigung MAERZ an. Er gilt als Experte für die Südniederländische Malerei des 16. Jahrhunderts, die Malerfamilie Valckenborch sowie Breughel. Er wirkte während seiner Tätigkeit an allen wesentlichen Ausstellungen des Kunsthistorischen Museums mit, verfasste zahlreiche Beiträge für Ausstellungskataloge und Fachzeitschriften und publizierte zu Sammlungsbeständen des Museums.

## Auszeichnungen
- 2006 wurde Alexander Wied der Berufstitel Professor verliehen.

## Publikationen (Auswahl)
- Konrad Meindl zum Gedächtnis, Kunstjahrbuch der Stadt Linz 1970, Linz, 1971, S. 49–54.
- Ausstellungskatalog: Der Architekt Mauriz Balzarek 1872–1945. Jugendstil und Sachlichkeit in Linz  Ausstellung des Stadtmuseums Linz in der Neuen Galerie der Stadt Linz, Wolfgang-Gurlitt-Museum, 1972, 84 S.
- Redaktion: Die Künstlervereinigung Maerz, 1913–1973, Linz, 1973, 166 S.
- Lucas van Valckenborch, Jahrbuch der kunsthistorischen Sammlungen in Wien, Band 67, Wien, 1971, S. 119–231.
- Biedermeierarchitektur in Linz, in: Kunstjahrbuch der Stadt Linz 1972, Linz, 1973, S. 55–74.
- Erstmals festgestellte Eisenpunzierungen im Linzer Raum, Kunstjahrbuch der Stadt Linz 1974/75, Linz 1975, S. 100–102
- Ausstellungskatalog: Margret Bilger 1904–1971, Auswahl aus dem Gesamtwerk, Ausstellung, Graz 1977
- Österreichische Kunsttopographie 42, Institut für österreichische Kunstforschung, Red. von Marlene Zykan, Bearbeitung von Alexander Wied: Die profanen Bau- und Kunstdenkmäler der Stadt Linz  Bearbeitung basierend auf Vorarbeiten von Justus Schmidt, mit Beiträgen von Renate Kux-Julg und Georg Wacha, Teil 1, Die Altstadt, Wien 1977, Teil 2 1986
- Oberösterreichische Gewässer in der Malerei des 19. und 20. Jahrhunderts, in: Oberösterreich, Kulturzeitschrift, Jahrgang 35, 1985, Heft 3, S. 2–9.
- Die Jugendwerke des Architekten Hans Steineder (* 1904; † 1976), in: Oberösterreich, Kulturzeitschrift, Jg. 37, 1987, Heft 1, S. 61–68.
- Lucas und Marten van Valckenborch, 1535–1597 und 1534–1612. Das Gesamtwerk mit kritischem Oeuvrekatalog, Freren, 1990, 311 S.
- Neues zu Lucas und Marten van Valckenborch, Jahrbuch der kunsthistorischen Sammlungen in Wien, Bankd 85/86, N.F. 49/50, 1989/90, Wien, 1990, S. 9–23.
- Die Gärten in den Gemälden der Malerfamilie Valckenborch, Gärten der Rubenszeit, Hamm 2000
- Zu neuen Zeichnungen von Fritz Panzer, in: Fritz Panzer, 2005
- Ein unbekanntes Romanfragment des Malers Franz Sedlacek, in: Die Rampe. Hefte für Literatur 2013, Heft 2, Heftschwerpunkt Maerz 1913–2013, S. 17–30.